# Philip Lamantia
Philip Lamantia (23. října 1927 – 7. března 2005) byl americký básník, redaktor a pedagog. Na jeho tvorbu měly vliv surrealismus a bítníci, čímž se zařadil i do širšího uměleckého hnutí San Francisco Renaissance.

## Život
Básník se narodil v San Franciscu do rodiny přistěhovalců ze Sicílie. Poprvé publikoval v newyorském časopise View v roce 1943, když mu bylo patnáct let. V následujícím roce ho publikovali v surrealistickém časopise VVV. V roce 1944 přešel ze školy Balboa High School do New York City, aby pokračoval ve studiu poezie a redigování časopisu View. V tomto období se mu dostalo uznání od surrealisty Andrého Bretona, žijícího v té době v USA. V roce 1945 se vrátil do San Francisco Bay Area, kde později vydal svou první básnickou sbírku Erotic Poems.
Lamantia patřil mezi nejčastěji zmiňované básníky hnutí San Francisco Renaissance a později byl ovlivněn hnutím bítníků. V počátcích tvorby se inspiroval surrealismem. Patří mezi básníky, kteří se zúčastnili čtení poezie 7. října 1955 v Six Gallery, kde Ginsberg poprvé četl svou báseň Kvílení. Při této příležitosti si Lamantia vybral na přednes básně od Johna Hoffmana, přítele, který právě zemřel.
V 50. letech básník trávil čas s blízkými lidmi v USA a tři roky v Mexiku, také se účastnil peyotových rituálů indiánského kmene Wash v Nevadě. V tomto období prožil tvůrčí krizi a všechny své dosavadní práce zničil.
Většinu 60. let strávil ve Francii, Španělsku a severní Africe.
Lamantia vyučoval na San Francisco State University a San Francisco Art Institute a byl ženatý jen jednou, s Nancy Peters, svojí editorkou ve vydavatelství City Lights Books.
Ke konci života se obrátil ke katolicismu, vyznání svého mládí, a napsal několik nábožensky laděných básní. Zemřel v San Francisku na srdeční infarkt.